# Niederwald bei Rüdesheim

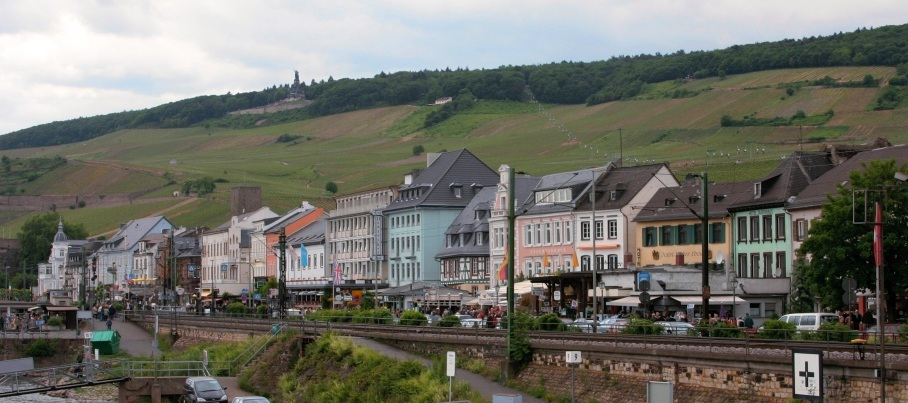
Blick von Rüdesheim am Rhein zum Niederwald

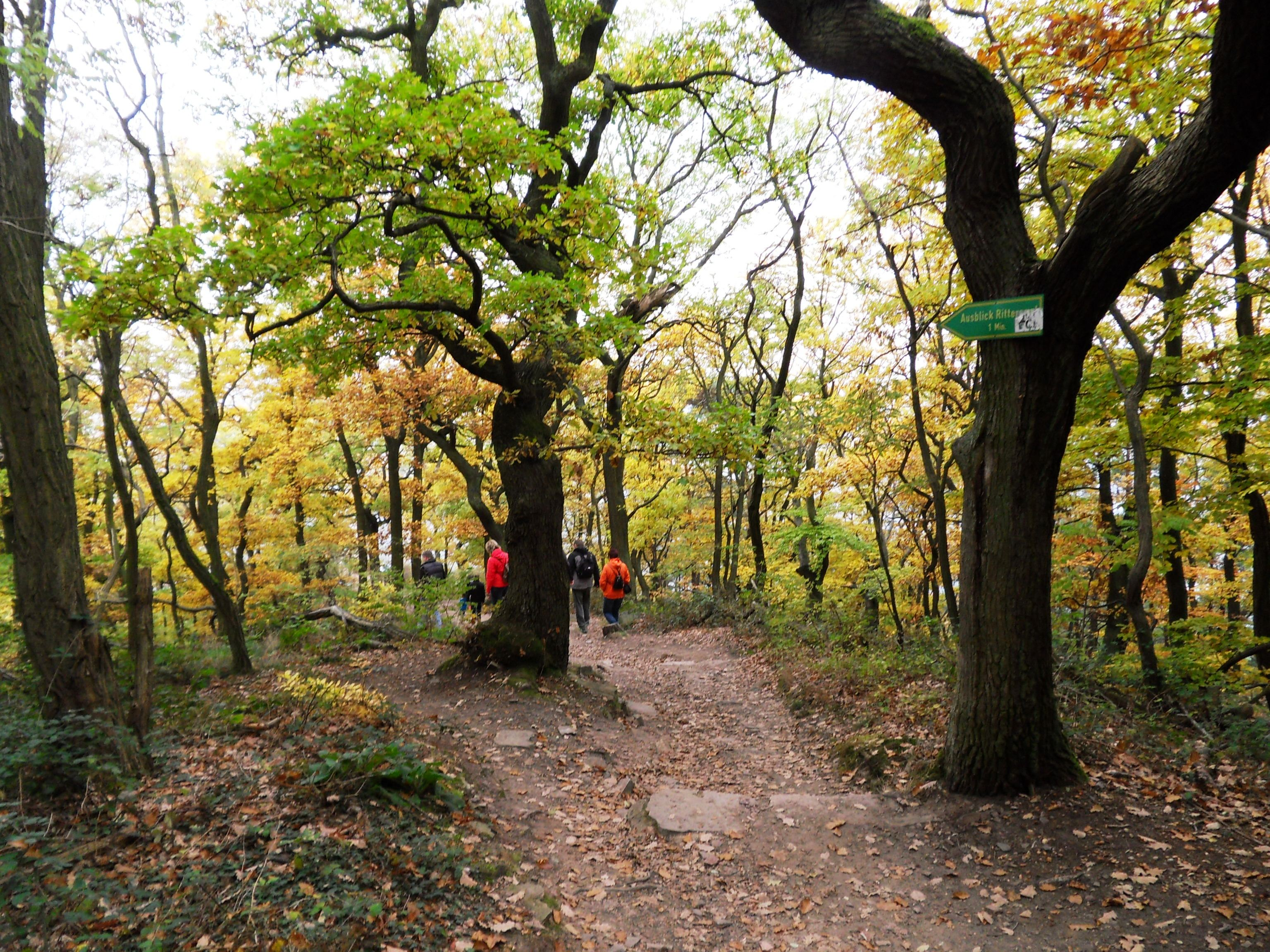
Zugang zum Aussichtspunkt Rittersaal durch den Eichenwald

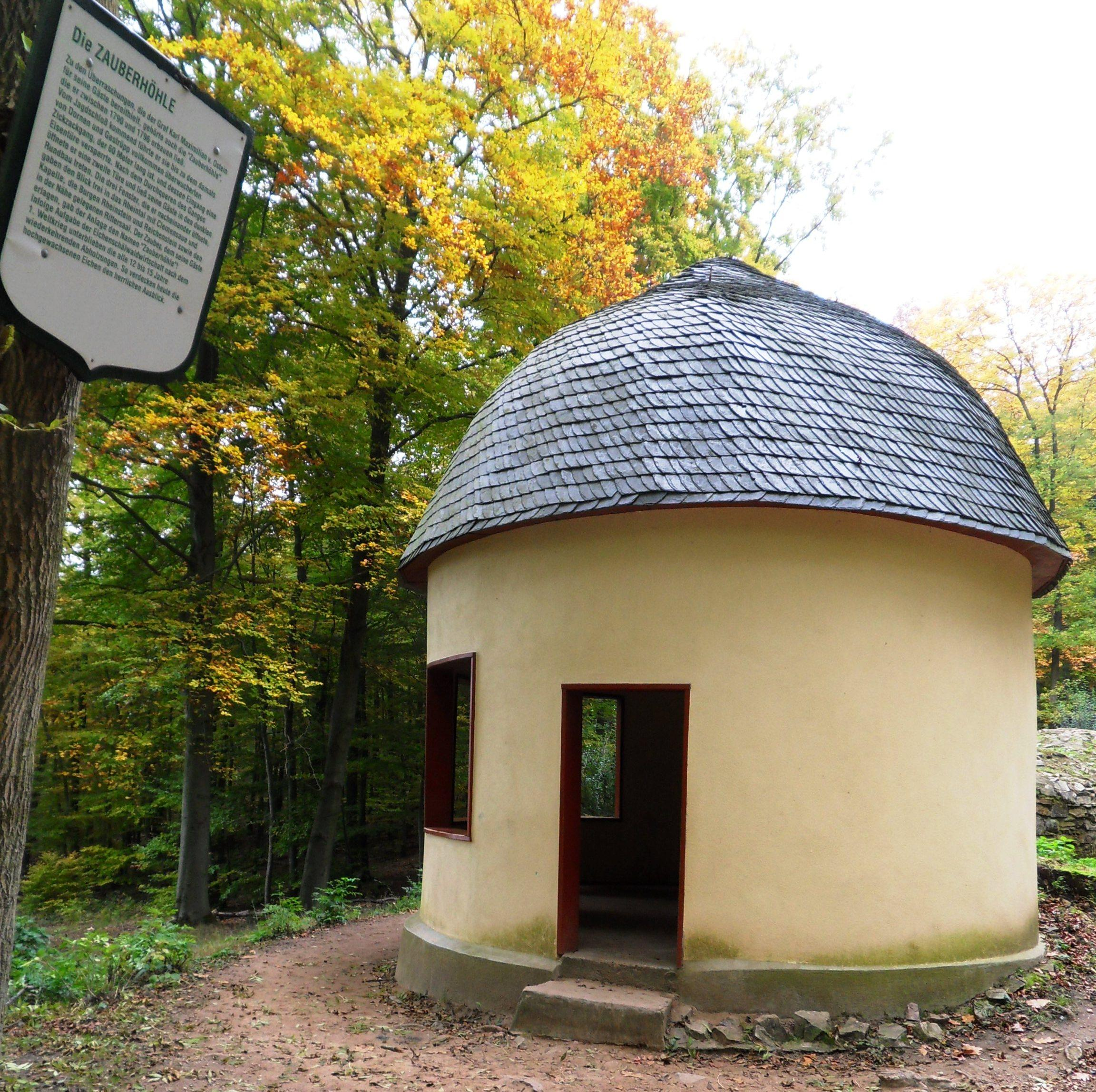
Informationstafel am Aussichtspunkt Zauberhöhle mit Beschreibung der Eichenschälwaldwirtschaft

Der Niederwald bei Rüdesheim ist ein dem Rheingaugebirge im Südwesten vorgelagerter Abschnitt des Hohen Taunus von etwa drei Kilometer Länge in Ost-West-Richtung und einem Kilometer Breite. Er hat nach Nordosten hin über das Hochplateau des Ebentals Anschluss an den Taunushauptkamm. Von diesem ist er im Nordwesten durch das tief eingeschnittene Tal des durch Assmannshausen fließenden Eichbachs getrennt. Die beiden anderen Grenzen werden vom Rheintal gebildet, das hier am Binger Loch etwa rechtwinklig abknickt.

## Lage und Umgebung
Der Niederwald ist Teil des Rheingaus und gehört zum Stadtgebiet von Rüdesheim am Rhein. Höchste Erhebung ist der Fichtenkopf mit 346 Meter. Während die Höhenlagen des Niederwalds nur sanfte Hangneigungen aufweisen, sind die Abhänge, besonders nach Süden und Westen zum Rheintal hin, sehr steil. Das Waldgebiet ist als Landschaftspark Niederwald zusammen mit dem Niederwalddenkmal und dem Jagdschloss Niederwald eine herausragende touristische Attraktion.

## Geschichte
Der Niederwald war als Wirtschaftswald mit der Burg Ehrenfels verbunden. Forstberichte der Jahre 1587/88 sind der früheste erhalten gebliebene Nachweis, dass die Eigentumsrechte bei der Burg lagen. Zu dem Wald gehörte ein Lehnshof, in dem später das Jagdschloss als Hauptgebäude errichtet wurde. Nach Zerstörung der Burg Ehrenfels im Pfälzischen Erbfolgekrieg wurde die Ruine vom Mainzer Domkapitel aufgegeben und der Niederwald verkauft. 1693 befand dieser sich im Besitz der Grafen von Stadion. Im gleichen Jahr erst gingen Teile und 1705 der Rest der Liegenschaft an Johann Franz Sebastian von Ostein. Der letzte Graf von Ostein, Johann Friedrich Carl Maximilian Amor Maria Graf von Ostein, ließ das Jagdschloss errichten und gestaltete den als Jagdpark genutzten Niederwald zu einem Landschaftspark um. Er bewohnte im nahen Geisenheim das Palais Ostein als Sommerresidenz.
1809 gelangte der Niederwald durch Erbfolge an die Grafen Waldbott von Bassenheim. Von diesen erwarb es 1835 der Herzog von Nassau.
1866 wurde das Herzogtum Nassau von Preußen annektiert, und der Niederwald wurde preußischer Staatsforst. Nach dem Zweiten Weltkrieg trat die Forstverwaltung des Landes Hessen die Rechtsnachfolge des untergegangenen Preußen als Eigentümer des Niederwaldes an. Der Niederwald ist nun zusammen mit dem Kammerforst Teil des Staatsforstes Rüdesheim und bildet mit ihm zusammen das Forstrevier Kammerforst des Forstamtes Rüdesheim.
Bis nach dem Ersten Weltkrieg wurde im Niederwald Eichenschälwaldwirtschaft betrieben. Wegen der damit verbundenen alle 12 bis 15 Jahre erfolgenden Abholzungen gab es seinerzeit nur einen niedrigen Baumbewuchs (Niederwald), der viele Ausblicke auf die Umgebung, besonders das Rheintal, freigab, die heute zugewachsen sind.